# 愛の♥愛の星
「愛の♥愛の星」（あいの あいのほし）は、1999年8月18日に発売されたthe brilliant greenの7枚目のシングル。発売元はソニーレコード。

## 解説
2010年9月現在、タイトルに英語が含まれていないシングル作品はこれが最後である。
2013年6月21日に発売されたTommy february6名義でシングル「BE MY VALENTINE」及びアルバム「TOMMY CANDY SHOP ♡ SUGAR ♡ ME」にエレクトロニック・ダンス・ミュージックアレンジでセルフカバーしている。

## 収録曲
1. 愛の♥愛の星
（作詞:川瀬智子 作曲:奥田俊作 編曲:the brilliant green）
  - TBS『COUNT DOWN TV』1999年8月度･9月度オープニングテーマ
  - ダイドードリンコ ミスティオ CMソング
2. FUNNY GIRLFRIEND!!
（作詞:川瀬智子 作曲:奥田俊作 編曲:the brilliant green）

## 収録アルバム
- TERRA2001（#1,2）
- complete single collection '97-'08 (#1)
- TOMMY CANDY SHOP ♡ SUGAR ♡ ME（#7）